# 에스토니아 소비에트 사회주의 공화국
에스토니아 소비에트 사회주의 공화국(에스토니아어: Eesti Nõukogude Sotsialistlik Vabariik /Eesti NSV 에스티 너우코구데 소치알리스틀리크 바바리크, 러시아어: Эстонская Советская Социалистическая Республика / ЭССР 예스톤스카야 소베츠카야 소치알리스티체스카야 레스푸블리카 / 예에스에스에르[*])는 소비에트 연방 15개 연방 구성국 중 하나였다.
제2차 세계 대전 당시인 1940년 7월 21일, 독립국이었던 에스토니아 공화국을 소련군이 점령하면서 세워진 나라였다. 독일군이 1941년에 다시 점령했다가 1944년에 소비에트 연방이 다시 점령하였다.

## 역사
현 에스토니아 정부는 그 정통성에 있어서 소비에트 연방과의 합병 전의 독립 에스토니아를 그대로 계승하고 있다는 입장이며 에스토니아 소비에트 사회주의 공화국을 소비에트 연방에 의한 불법 점령으로 세워진 괴뢰국으로 간주하고 있다고함

## 당시 언어
에스토니아어와 러시아어가 사용되었다.

## 당시 문화
서기장 1940–1941
```
칼 사레
```

```
• 1944–1950년
```

```
니콜라이 카로탐
```

```
• 1950–1978
```

```
요하네스 케빈
```

```
• 1978–1988
```

```
칼 바이노
```

```
• 1988–1990년
```

```
박해 끄기1940–1941
```

```
칼 사레
```

```
• 1944–1950년
```

```
니콜라이 카로탐
```

```
• 1950–1978
```

```
요하네스 케빈
```

```
• 1978–1988
```

```
칼 바이노
```

```
• 1988–1990년
```

```
박해 끄기1940–1941
```

```
칼 사레
```

```
• 1944–1950년
```

```
니콜라이 카로탐
```

```
• 1950–1978
```

```
요하네스 케빈
```

```
• 1978–1988
```

```
칼 바이노
```

## 같이 보기
- 에스토니아의 인구
- 에스토니아의 역사
- 소련의 공화국